# Bongaigaon (dystrykt)
Bongaigaon (hindi बोंगाइगांव जिला) – jest jednym z 27 dystryktów administracyjnych w stanie Asam w Indiach, położony w północno-wschodniej części stanu. Stolicą dystryktu jest miasto Bongaigaon. Dystrykt graniczy z dystryktem Barpeta od wschodu. Od południa granicę wyznacza rzeka Brahmaputra, a od północy i zachodu rzeka Kokrajahr. Rejon ma obszar 2510 km², a populacja wyniosła 906 315 osób, w 2001 roku.

## Demografia
- Liczba ludności 906,315 (według spisu w 2001 roku).
- Główne religie to : hinduizm 535 464, islam 348 573, chrześcijaństwo 18,728.

Dystrykt Bongaigaon został stworzony w 1989 z fragmentów dystryktów Goalpara oraz Kokrajhar. Dystrykt dzieli się na trzy jednostki zależne (subdivisions); Bongaigaon, Bijni oraz North Salmara. W roku 2004 część dystryktu Bongaigaon (w większości tereny z rejonu Bijni) zostały odłączone, aby utworzyć nowy dystrykt – Chirang, ze stolicą w Kajalgaon.